# سيسيل بريور
سيسيل بريور (بالإنجليزية: Cecil Pryor)‏ هو لاعب كرة قدم أمريكية أمريكي، ولد في 7 أكتوبر 1947 في مقاطعة نويسيز في الولايات المتحدة، وتوفي في 13 سبتمبر 2005 في آن آربر في الولايات المتحدة.